# 한강버스
한강버스는 대한민국 서울특별시 한강 위를 운항하는 수상 대중교통으로, 마곡 선착장과 잠실 선착장 사이를 오간다. 12척의 배가 운항할 예정이다.

## 역사
- 2025년 2월: 시범 운행[3]
- 2025년 7월 1일: 체험운행[4]
- 2025년 9월: 정식 운행

## 노선
마곡 선착장에서 잠실 선착장에 이르기까지 일반 노선은 75분, 급행 노선은 54분이 소요될 예정이다.
- 일반: 마곡 ↔ 망원 ↔ 여의도 ↔ 잠원 ↔ 옥수 ↔ 뚝섬 ↔ 잠실
- 급행: 마곡 ↔ 여의도 ↔ 잠실